# Ave Maria ... Virgo serena
Ave Maria gratia plena ... Virgo serena es un motete compuesto por Josquin des Prez. Está considerado como el más famoso motete de Josquin y una de las piezas más famosas del siglo XV. Aumentó su popularidad en el siglo XVI. Su revolucionario estilo abierto, caracterizando el temprano contrapunto imitativo, hace de él una de las composiciones más influyentes de su época.

## Composición

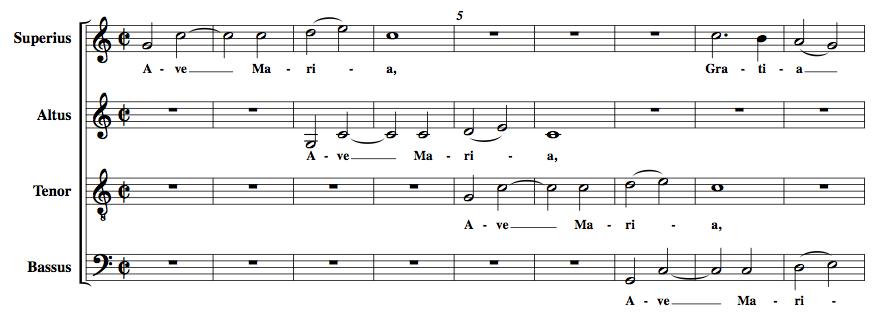
La línea de apertura muestra el uso del contrapunto imitativo.

El trabajo fue compuesto cuando Josquin trabajaba al servicio de la corte de Milán. Se pensaba inicialmente que había sido copiado en el manuscrito 3154 de Munich en 1476.
Un trabajo posterior de Joshua Rifkin estableció la fecha de publicación aproximadamente en 1485. Es el más temprano trabajo fechable.
Muchos teóricos modernos han aplicado el concepto de imitación sintáctica para describir la lúcida relación entre el texto y la versión musical de Josquin. Cada frase corresponde a una línea de texto, ingeniosamente expuesto a través de puntos de imitación. Las articulaciones estructurales a menudo se resuelven en cadencias, donde las voces llegan en intervalos perfectos. 
La sección de apertura resume las primeras cuatro líneas de texto en una estructura sencilla. Imitación clara de cada frase, en el estilo de letanía, dramáticamente repite del más alto a voz más baja,  pareciéndose un poco al cántico gregoriano. Mientras las frases son idénticas en longitud, se incrementa la turbiedad del contrapunto, alcanzando el clímax cuando las cuatro voces cantan juntas. 

## Letra
| Latín | Español |
| Ave Maria, gratia plena, Dominus tecum, Virgo serena. Ave cujus conceptio, solemni plena gaudio, celestia, terrestria, nova replet letitia. Ave cujus nativitas, nostra fuit solemnitas, ut lucifer lux oriens verum solem preveniens. Ave pia humilitas, sine viro fecunditas, cuius annunciatio nostra fuit salvatio. Ave vera virginitas, immaculata castitas, cuius purificatio nostra fuit purgatio. Ave preclara omnibus angelicis virtutibus, cujus fuit assumptio nostra glorificatio. O Mater Dei, memento mei. Amen. | Ave María, llena eres de gracia el Señor está contigo, Virgen serena. Ave cuya concepción, llena de solemne júbilo Colma el Cielo y la Tierra con nueva alegría. Ave a la que su nacimiento fue nuestra solemnidad, como el lucero del alba con la luz del oriente, que anuncia al verdadero sol. (Cristo) Ave, piadosa humildad, fecundada sin varón, cuya Anunciación fue nuestra salvación Ave, verdadera virginidad, castidad inmaculada, cuya pureza trajo nuestra purga. (La expiación de nuestros pecados) Ave, admirable en todas las virtudes angélicas, cuya Asunción era nuestra glorificación. Oh Madre de Dios, acuérdate de mí. Amén. |